# Eternal Nightmare (Chelsea Grin)
Eternal Nightmare è il quinto album in studio del gruppo musicale statunitense Chelsea Grin, pubblicato il 13 luglio 2018 da Rise Records.

## Tracce
Testi e musiche di Tom Barber, Stephen Rutishauser, David Flinn, Pablo Viveros e Drew Fulk.
1. Dead Rose – 3:32
2. The Wolf – 2:16
3. Across the Earth – 3:54
4. See You Soon – 3:31
5. 9:30am – 2:35
6. Limbs – 3:49
7. Scent of Evil – 3:55
8. Hostage – 3:15
9. Nobody Listened – 3:25
10. Outliers – 3:36
11. Eternal Nightmare – 3:04

## Formazione
- Tom Barber – voce
- Stephen Rutishauser – chitarra
- David Flinn – basso
- Pablo Viveros – batteria, voce